# وورلي (شركة)
تعتبر وورلي بارسونز المتحدة ، التي تحمل علامة Worley بعد الانتهاء من الاستحواذ على قسم جايكوب للطاقة،  شركة هندسية أسترالية تقدم خدمات توصيل المشاريع والاستشارات إلى قطاعات الموارد والطاقة وصناعات العمليات المعقدة.

## التاريخ
السبعينيات من القرن العشرين: انضم جون جريل (الرئيس التنفيذي 1975 - 2012 م) إلى سميث، دي كانزوف ووهولوهان، مما أدى إلى تأسيس شركة وهولوهان جريل وشركاه، وهي شركة استشارية هندسية أسترالية صغيرة عام 1976م. نمت هذه الشركة بشكل مطرد خلال السبعينيات والثمانينيات.
الثمانينات: في عام 1987م،  استحوذت شركة وولهان غريل وشركاؤها على المصالح الأسترالية لشركة وورلي، وهي شركة هندسية مقرها الولايات المتحدة. غيرت الشركة اسمها إلى وورلي وبدأت من هذه النقطة في التوسع بشكل مطرد، وتأمين عقود طويلة الأجل في بروناي وماليزيا وتايلاند وسنغافورة، وإنشاء مشاريع مشتركة محلية، لا يزال معظمها نشطًا حتى اليوم.
التسعينيات: طوال التسعينيات، وسعت وورلي قطاعها الصناعي وبصمتها الجغرافية. شهدت سياسة التنويع نمواً من جذورها في قطاع الهيدروكربونات إلى قطاعات الطاقة والبنية التحتية والبيئة وقطاع المعادن والمعادن. في بداية الألفية الجديدة، كانت وورلي على أهبة الاستعداد لمواصلة قطاع الصناعة والتوسع الجغرافي من خلال 30 مكتبًا و 3 آلاف موظف على مستوى العالم. هذا النجاح مكّن وورلي من التنويع أكثر من خلال شراكات واستحواذات إضافية.
2000s: في عام 2002 ، أصبحت Worley شركة مدرجة في البورصة الأسترالية ، مما أدى إلى فترة من عمليات الاستحواذ ذات الحجم المتزايد في جميع أنحاء العالم، بما في ذلك الشركات في كندا وعمان والصين. في عام 2004م، استحوذت ورلي على بارسونز إي أند سي.  كان لشركة Parsons E&C تاريخها الخاص الذي يعود إلى عام 1944 ، عندما بدأ Ralph M. Parsons ما يعرف الآن باسم Parsons Corporation في لوس أنجلوس.
في عام 2006 ، دخلت وورلي بارسونز سوق أمريكا الجنوبية من خلال مشروع مشترك مع ARA ومقرها سانتياغو، وهي شركة رائدة في هندسة المعادن والبنية التحتية، وشركات Colt ، أكبر شركة لخدمات الهندسة والمشاريع في كندا، أصبحت جزءًا من عائلة WorleyParsons في عام 2007.  في وقت لاحق من ذلك العام، تم الاستحواذ على شركتي باترسون بريتون وشركاه، وجون ويلسون وشركاه، كلاهما استشاريان في سوق خدمات المياه والبيئة في أستراليا، مع إمكانات محددة في المناطق الساحلية والبحرية، وموارد المياه ومياه الصرف، والبيئة، والمدنية. والأسواق الهيكلية والطاقة. وقد أتاح ذلك توسعًا كبيرًا في قدرة المنظمة على دعم عملائها في مجالات المياه والخدمات البيئية. في نوفمبر 2007 ، تم استكمال قدرة وورلي بارسونز في قطاع الاستشارات والتحليل النووي في الصناعة النووية الدولية باكتساب بوليستار  و، بهدف توسيع وجودها في قطاع الطاقة الكهربائية في الولايات المتحدة الأمريكية.
أدى الاستحواذ على Westmar  في عام 2008 ، وهي منشأة بحرية وميناء في كندا، وهيئة الموارد والتعدين، وأخصائي مناولة المواد السائبة ونقلها، إلى توسيع قدرات البنية التحتية والمعادن في كل من كندا والأسواق الدولية.
في عام 2009 ، استحوذت WorleyParsons على أصول المملكة المتحدة من Day & Zimmermann لتشكيل مركز WorleyParsons 'UK Improvement business. وشهد العام نفسه اقتناء البرازيلي على أساس CNEC.  تكمل قدرة CNEC القدرات الحالية لشركات الموارد والطاقة في WorleyParsons.
في عام 2010 ، استحوذت على شركة الخدمات الاستشارية التجارية، Evans & Peck.  تعمل Evans & Peck في أستراليا والصين، وتقدم خدمات عبر قطاعات النقل والطاقة والطاقة والموارد المائية والبنية التحتية الاجتماعية.
في الآونة الأخيرة، استحوذت شركة Kwezi V3 Engineers ،  (KV3) ، شركة هندسية جنوب أفريقية رائدة في عام 2011 و TWP Holdings (Proprietary) Limited ("TWP") في 2013  عملاء WorleyParsons على الوصول إلى تحت الأرض المتخصصة قدرات تخطيط وهندسة المناجم، معالجة المعادن وإدارة مشاريع TWP.
في عام 2012 ، اشترت WorleyParsons حصة 50 ٪ في شركة مشتركة مع Cergetec  في كندا.
في عام 2013 ، استحوذت WorleyParsons على شركة Bergen Group Rosenberg AS ("Rosenberg").  Rosenberg هي شركة تابعة مملوكة بالكامل لشركة Bergen Group ASA ، وهي شركة نرويجية مدرجة.
في عام 2014 ، استحوذت WorleyParsons على MTG، Ltd. MTG هي شركة استشارات إدارية مقرها الولايات المتحدة في مجال النفط والغاز والبتروكيماويات والكيماويات مع عمليات في أمريكا الشمالية والمملكة المتحدة وأستراليا. 
في أكتوبر 2018 ، توصلت WorleyParsons إلى اتفاق مع Jacobs لتولي خط أعمال Jacobs الخاص بـ ECR مقابل 3.3 مليار دولار. تم الانتهاء من الصفقة في أبريل 2019.  يعمل الآن إجمالي عدد العاملين في المنظمة مجتمعة 57600 شخص في 51 دولة. 
في أبريل 2019 ، تم الإعلان عن إعادة تسمية العلامة التجارية للشركة، لتصبح وورلي ،رهناً بالموافقة في اجتماعها السنوي العام في أكتوبر 2019. 